# Szigeti Ferenc (zenész)
Szigeti Ferenc (Budapest, 1949. április 15. –) Máté Péter-díjas magyar zenész, gitáros, dalszerző  és szövegíró, zenei producer, a Proton és a Zebra magán-lemezkiadók, majd később a multinacionális hanglemezkiadó, a Polygram, és annak utódja a Universal Music magyarországi képviseleteinek művészeti és kiadói igazgatója. Dolgozott a magyar tulajdonú Hungaroton kiadói igazgatójaként is. Zenei rendezőként és szerkesztőként a Magyar Rádióban is dolgozott.

## Zenei pályafutása
1970 és 1978 között a Corvina zenésze volt. 1979 óta a Karthago tagja, zenekarvezetője. A több mint négy évtizede minden személyi változás nélkül zenélő, immár klasszikusnak számító Karthago együttes alapítója, vezetője és zenésze, 1979 óta. 
2015-ben kiemelkedő művészi pályájának elismeréseként a Köztársasági Elnöktől megkapta a Magyar Érdemrend Lovagkeresztjét.
Szigeti Ferenc 2020-ban 71 esztendős, életműve, zenei munkássága példamutatóan töretlen, zenészi, zeneszerzői, menedzseri és produceri aktivitása egyedülálló.
A csaknem 55 éve van a zenész pályán, egész életében következetesen tartotta magát az útkereséshez, a nem megszokott irányokhoz és stílusokhoz, az igényes színvonalú dalokhoz, hangszerelésekhez. Zenekarainak mindig tudott olyan meghatározó dalokat és szövegeket írni, amelyek jellemzően egyéni hangzásúak voltak, értelmes mondanivalót, tartalmat adtak ezeknek a csapatoknak.
A mai napig népszerű Karthago zenekarát négy évtizede példamutatóan, egységben tartva vezeti, céltudatos munkával és nagyon határozott elképzelésekkel tartja irányban és menedzseli. Az együttes a mai napig aktív, sikeres, nagy múltú, szakmailag is tekintélyes együttes. A Karthago zenekar számtalan külföldi turnén öregbítette a magyar könnyűzene jó hírét a világban. Nagy sikerrel játszottak Kubában, Lengyelországban, Ausztriában, Németországban, az akkori Csehszlovákiában, Jugoszláviában és a volt Szovjetunióban, manapság pedig a határon-túli magyarságnak okoznak örömöt a koncertjeikkel, elsősorban Erdélyben és a Felvidéken. 
A Karthago – Szigeti Ferenc irányításával – 2019. április 13-án egy jubileumi koncerttel és új albummal ünnepelte megalakulásának 40. évfordulóját a Papp László Budapest Sportarénában. A koncert teljes teltházat vonzott, 12 ezer rajongó élvezhette a zenekar műsorát. Erre az alkalomra az együttes egy különleges zenei programmal készült, melyet különleges hang- és fénytechnikával, valamint egyedi díszletekkel, háttérvetítésekkel egészített ki. A jubileumi koncertet felvette az MTVA, M2–Petőfi Tv, és még 2019-ben műsorára is tűzte. Erre az alkalomra új stúdióalbummal is jelentkezett az együttes. Az Együtt 40 Éve című album 2019. február 22.-én jelent meg és az áprilisi Aréna nagykoncertre már aranylemez lett. Ezt követően 49 előadásból álló monstre turnéra indultak idehaza, valamint Erdélybe és a Felvidékre.
Szigeti Ferenc saját dalaival egyedülálló, sőt kiemelkedő nemzetközi sikereket is elért, hiszen egyik közismert lírai szerzeményével, a Requiem c. dal angol nyelvű változatával a zenekar 1983-ban megnyerte Ausztriában a Villachi Nemzetközi Dalfesztivál nagydíját. Ennek folyamodványaként először megjelent a fesztivál-díjas kislemez, majd két hónappal később Nyugat-Európában piacra került az első angol nyelvű Karthago nagylemez Requiem címmel, amely Ausztriában három hónap alatt aranylemez lett.
Ezek után a második angol nyelvű nagylemezük is megjelent és sokat turnéztak nyugat-Európában a ’80-as években.
Szigeti Ferenc zenei pályája mellett hosszú évtizedekig sikeres „zeneipari” tevékenységet is folytatott, hiszen zenei rendezőként, producerként és szerkesztőként dolgozott a Magyar Rádióban, a Magyar Televízióban és a Hungarotonnál. Emellett 26 évig eredményes hanglemezkiadó igazgatóként tevékenykedett, kezdetben a Proton magánkiadónál, majd olyan világcégek magyar leányvállalatánál, mint a PolyGram, majd annak utódjánál, a Universal Music művészeti és kiadói igazgatójaként, valamint a hazai Hungaroton kiadói igazgatója is volt évekig.. Szakmai eredményeit bizonyítja, hogy dolgozószobája falát 31 aranylemez és 12 platinalemez díszíti, amelyek a zenei kiadói- és produceri munkásságának trófeái. Nagyon sok ma is sikeres előadó és együttes köszönheti Szigeti Ferencnek az indulását, befuttatását.
Szigeti Ferenc nyolc éves korától zongorázni tanult, 14 évesen megnyerte a Ki mit tud? kőbányai elődöntőjét, (ott született és lakott 22 évig…) mint énekes gitáros, 17 évesen pedig, 1966-ban már kislemeze jelent meg a Sigma együttessel, saját instrumentális szerzeményével, a Nyári emlékkel.
1970 január elsejével a Corvina együttes zeneszerzője és szólógitárosa lett. Nyolc évig muzsikált ebben a nagyon népszerű formációban, ezalatt a saját szerzeményű dalaival táncdalfesztiválok és más zenei fesztiválok díjait nyerték el sorban, valamint számtalan külföldi turnén és fesztiválon is felléptek.
Szigeti Ferenc zeneszerzőként, a Corvina mellett írt dalokat többek között Szécsi Pálnak, Aradszky Lászlónak, Karda Beátának is.
Számtalan országos zenei tehetségkutatóban vállalt zsűrizést, többek között a TV2 Kifutó című műsorában, és a Sztárgyár című több évig tartó sorozatban. Rádiós és televíziós munkái között nevéhez fűződik a Tokaji Rock Gyermekei Tábor, amelyet 9 évig szervezett és vezetett nyaranta Tokajban,.a Rock Gyermekei tehetségkutató rádióműsor, a Rockstúdió Tv-s adás, a Premier plan c. portréműsor az ATV-n, és még számos zenei produkció.
Társadalmi funkciókat is aktívan vállalt. Három akkori kiadó kollégájával, az ő ötlete nyomán alakult meg a lemezkiadók első és azóta is egyetlen hazai szövetsége a MAHASZ (Magyar Hangfelvétel-kiadók Szövetsége) Kezdetben az ügyvezetője volt, később pedig a Szövetség főtitkára lett, mára pedig a “Tiszteletbeli örökös főtitkár” titulus birtokosa.
Egyik alapító tagja volt a Zenész Szakszervezetnek, valamint egyik alapítója a Rockszövetségnek is.

## Diszkográfia

### Sigma együttes

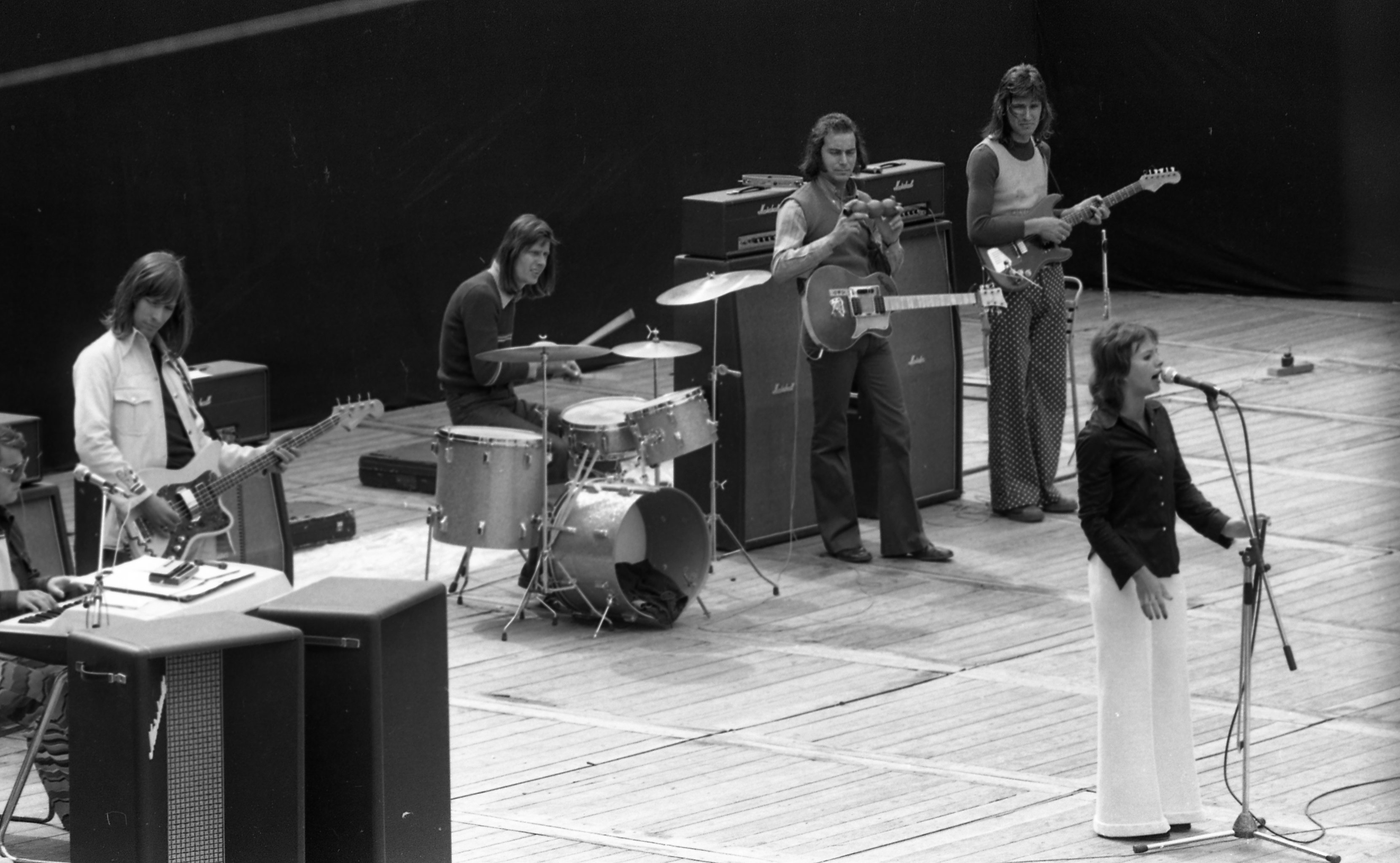
A Corvina együttes a Újszegedi Szabadtéri Színpadon

- Nyári emlék (kislemez, 1966)

### Corvina
- Corvina I. (1974)
- Utak előtt (1975)
- Corvina (1975, csehszlovák kiadás)
- CCC (1977)

### Karthago
- Karthago (1981)
- Ezredforduló (1982)
- Requiem (1983) (angol)
- Senkiföldjén (1984)
- Oriental Dream (1985) (angol)
- Best of Karthago (1993)
- ValóságRock (2004)
- Időtörés (2009)
- Együtt 40 éve! (2019)

### Szóló
- Az érzelem húrjain (2002)
- Van olyan ember (2003)
- Örök Karácsony (2004)

## Díjai
- Táncdalfesztivál '72: harmadik díj: Corvina együttes: Egy viharos éjszakán című szerzeményével
- Metronóm '77: közönségdíj: Álmaidban visszatérek c. szerzeményével
- Sopoti nemzetközi dalfesztivál: második díj: Egy viharos éjszakán angol verzióval[1]
- Tessék Választani '78: első díj: Régi utcán című szerzeményével
- Villach International Musicfestival, '83: Ausztria nagydíj, azaz Grand Prix: a Karthago együttessel: Requiem című szerzeményével
- A Magyar Érdemrend lovagkeresztje (2015)
- A Hónap művésze díj – Budafok Önkormányzat (2020)
- Máté Péter-díj (2021) /megosztva a Karthago együttes tagjaival/[2]